# Guadua glomerata
La Guadua glomerata és una espècie de plantes de bambú, del gènere Guadua, de la família de les poaceae, ordre Poales, classe Liliopsida, divisió Magnoliophyta. Va ser descrita científicament per primer cop per l'anglès William Munro a Transactions of the Linnean Society of London 26(1): 79 (1868)

## Distribució
És pròpia de les selves del sud-est de Veneçuela i les de la zona de la Guaiana, i també es fa al Brasil, Colòmbia, el Perú i Surinam.

## Descripció
Planta rizomatosa, una mica enfiladissa i, erecta a la base. Fa canyes de 4-9 m d'altura. Presenta làmines foliars linear-lanceolades, desiguals en mida. És d'inflorescència aglomerada, amb pseudo-espigues glabres, oblonga-lanceolades i lemma abraçant la palea.

## Sinònim
- Bambusa glomerata (Munro) McClure, 1973